# Torngasoak

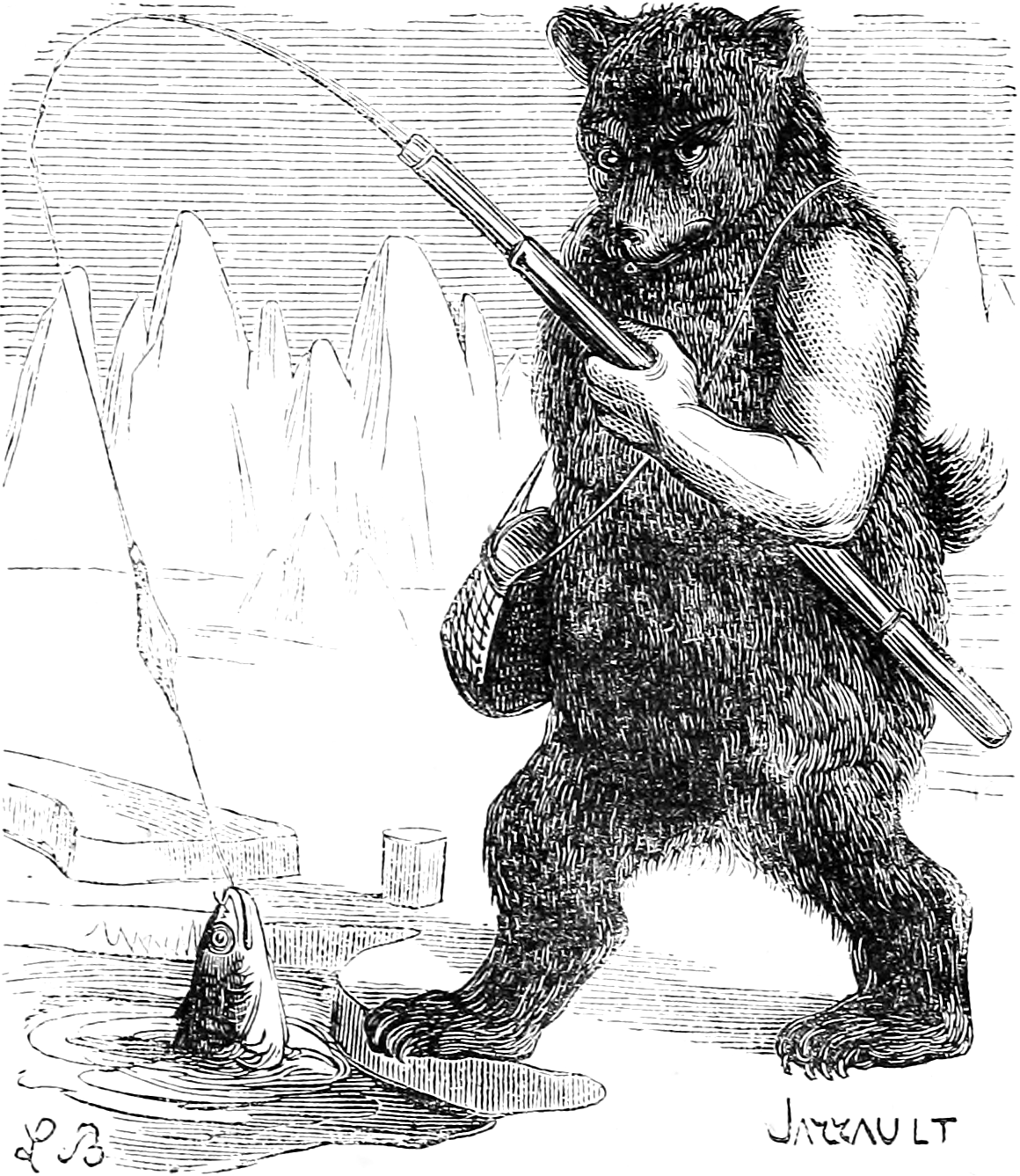
Torngarsuk no Dictionnaire Infernal (edição ilustrada de 1863).

Na mitologia inuit, Torngasoak é um poderoso deus dos céus e uma das mais importantes divindades do panteão.